# P$C
P$C ou (estilizado como Pimp $quad Click), é um grupo de hip hop americano de Bankhead, Atlanta, Geórgia. Formado em 2001, o grupo foi originalmente composto por cinco membros, rappers Big Kuntry King, Mac Boney, C-Rod, AK e TI. Em 2002, o grupo começou a acumular várias mixtapes auto-lançado, nomeadamente o seu  In da Streets series, que rendeu-lhes o reconhecimento local. P$C lançou seu primeiro álbum de estúdio em 2005, pela gravadora Grand Hustle e Atlantic Records.

## Discografia

### Álbuns de estúdio
- 2005 – 25 to Life

### Mixtapes
- 2002 – In da Streets[4]
- 2003 – In da Streets Part 2
- 2003 – In da Streets Part. 3
- 2003 – Gangsta Grillz Meets T.I. & P$C In da Streets

### Singles
- 2005 – "I'm a King" (featuring Lil Scrappy)